# Oberlangenried
Oberlangenried ist ein Ortsteil der Stadt Neunburg vorm Wald im Landkreis Schwandorf in Bayern.

## Geographie
Der Weiler Oberlangenried liegt circa vier Kilometer südöstlich von Neunburg vorm Wald.

## Geschichte
Am 23. März 1913 war Oberlangenried Teil der Pfarrei Seebarn, bestand aus einem Haus und zählte drei Einwohner.
Am 31. Dezember 1990 hatte Oberlangenried sieben Einwohner und gehörte zur Pfarrei Neunburg vorm Wald.